# جمال مدكور
جمال مدكور (5 نوفمبر 1908 - 4 مارس 1982) مخرج ومونتير وكاتب مصري، 

## حياته ونشأته
من مواليد مدينة القاهرة، في 5 نوفمبر 1908، درس الإخراج السينمائي عن طريق المراسلة بالكلية السينمائية العالمية بباريس عام 1933، وبدأ حياته الفنية مخرجًا للأفلام التسجيلية، ثم مونتيرًا بشركة «مصر للتمثيل والسينما» لعدد كبير من الأفلام المصرية وكانت كلها من إخراج أحمد بدرخان، ثم انتقل للكتابة السينمائية والإخراج. بدأ كمساعد مخرج في فيلم «وداد» عام 1936، ومن حينها وحتى عام 1954 أخرج 17 فيلما. توفي في عام 1982 عن عمر 74 عاما.

## أعماله في الأفلام التسجيلية
قدم جمال مدكور عدداً من الأفلام التسجيلية، منها شريط إخباري عن مصر تم عرضه في باريس، وقدم عام 1952 فيلم «دير سانت كاترين» والذي تناول فيه الآثار المسيحية في مصر، وكان من إنتاج «ستوديو الأهرام» وحصد هذا الفيلم جائزة مؤتمر الفيلم الدولي في الهند. أيضا أخرج مدكور نحو 6 أفلام عن تاريخ الآثار الإسلامية، وكانت هذه السلسلة من إنتاج المؤتمر الإسلامي، وبجانب ذلك قدم مدكور أفلام عن القضايا المصرية والعربية، مثل: توقيع اتفاقية الجلاء، وقضية العرب، وكان جمال مدكور صاحب أول فيلم مصري تسجيلي يعرض خارج مصر، وهو فيلم «مناسك الحج» والذي أيضا هو أول فيلم في العالم عن طقوس ومناسك الحج، وتم عرضه في مهرجان فينيسيا عام 1937. اتجه لإخراج أفلام توعوية مثل «نترات الشيلي» والذي استهدف المزارعين، وشارك فيه الفنان عماد حمدي وأنتجه بنك التسليف الزراعي عام 1937.

## قائمة الأفلام
1936: «وداد» مساعد المخرج فريتز كرامب.
1936: «مناسك الحج» (فيلم وثائقي/ تسجيلي) إخراج.
1937: «منيت شبابي» (قصة نشيد الأمل) مساعد المخرج «أحمد بدرخان».
1942: «أخيراً تزوجت» إخراج (بطولة سليمان نجيب – ميمي شكيب).
1945: «كازينو اللطافة» إخراج (بطولة سامية جمال – محمد عبد المطلب).
1945: «قتلت ولدي» إخراج (بطولة أنور وجدي – علوية جميل – حسين رياض).
1945: «بين نارين» إخراج (بطولة أنور وجدي – راقية إبراهيم).
1945: «الحياة كفاح» إخراج (بطولة أنور وجدي – عقيلة راتب).
1945: «الحب الأول» إخراج (بطولة رجاء عبده – جلال حرب).
1947: «قلبي وسيفي» إخراج (بطولة صباح – محمد البكار).
1949: «بيومي أفندي» مساعد المخرج يوسف وهبي.
1950: «أيام شبابي» إخراج (بطولة كمال الشناوي – تحية كاريوكا – شادية).
1951: «سماعة التليفون» إخراج (بطولة عماد حمدي – شادية).
1952: «أموال اليتامى» إخراج (بطولة فاتن حمامة – شكري سرحان – محمود المليجي).
1952: «الزهور الفاتنة» إخراج (بطولة فاتن حمامة – شكري سرحان – حسين رياض).
1953: «عائشة» إخراج (بطولة فاتن حمامة – زكي رستم – زهرة العلا).
1954: «آثار في الرمال» إخراج (بطولة فاتن حمامة – عماد حمدي – زهرة العلا).

## وصلات خارجية
- جمال مدكور على موقع السينما
- جمال مدكور على موقع دهليز
- جمال مدكور على موقع IMDB
- جمال مدكور على موقع كاروهات